# 劉湛 (六朝)
劉湛（392年—440年11月13日），字弘仁，小字班虎，南陽涅陽（今河南鄧縣）人。南朝刘宋開國官員，官至丹陽尹，早年歷輔宗王外鎮，後期入朝，並依結執政的彭城王劉義康，見宋文帝多病更圖讓劉義康繼位，終為文帝所誅。

## 生平
劉湛出身於官宦世家，祖父劉耽及父親劉柳都在晉任官，他過繼了給伯父劉淡，承襲其爵位安眾縣五等男。少有大志，不尚浮華，不寫文章和清談，反而博覽史傳，通曉先代典章，常以管仲、諸葛亮自比。
劉湛初任劉裕的太尉行參軍，甚得劉裕厚待。後歷轉劉裕的功曹、治中別駕從事史及劉義符的征虜西中郎主簿。守父喪後又轉祕書丞及相國參軍。晉元熙二年（420年），劉裕自壽陽入京接受禪讓帝位，留四子劉義康以豫州刺史代鎮壽陽，並以劉湛擔任其長史、兼梁郡太守。由於義康當時年僅十二，州務都由劉湛所掌。次年（421年），已為帝的劉裕讓劉義康轉任南豫州刺史，劉湛遂改兼歷陽太守。劉湛治州用法甚嚴，貪獲百錢以上的官吏都被處死，是震驚當地官員，風氣亦得整肅。永初三年（422年），廬陵王劉義真改任南豫州刺史，劉湛轉任其長史，仍兼歷陽太守。
景平元年（423年），劉湛入朝尚書吏部郎，後遷右衞將軍，隨後又轉督交廣二州諸車事、建威將軍、平越中郎將，外任廣州刺史。後劉湛因嫡母去世離職，守喪期完結後再出任侍中，與同居侍中的王曇首、王華及殷景仁皆得宋文帝信任。及後劉湛將要以使持節、南蠻校尉、撫軍長史的身份協助撫軍將軍、荊州刺史劉義恭出鎮江陵，並主掌州府事。可是劉湛自認為才能不比當時在朝中主政的王弘、王曇首兄弟及王華差，故不願外調荊州，於是為王弘等人斥責，劉湛更不服氣。後來劉湛次子劉琰去世，劉湛請求親送子喪還都，義恭亦為其陳情，但宋文帝不許。
隨著劉義恭漸漸長大，他常想專掌州事，但劉湛每每都限阻他，於是二人之間生了嫌隙。加上王華及王曇首先後於元嘉四年（427年）及七年（430年）去世，領軍將軍殷景仁認為賢才凋零，建議文帝召劉湛入京，劉湛於是就在元嘉八年（431年）入朝任太子詹事，加給事中、本州大中正，與殷景仁皆得文帝重用。次年殷景仁轉領護軍將軍、尚書僕射，劉湛遂改任領軍將軍，至元嘉十二年（435年）再加太子詹事。起初，劉湛和殷景仁私交甚好，加上劉湛感激殷景仁勸文帝召他回朝，一開始還相當和睦。然而正因為二人同被文帝重用，劉湛就開始猜嫌景仁，認為擔當要職的景仁想要排擠自己。時劉義康以司徒、錄尚書事身份主政，劉湛就以昔日舊情而交結他，想要用劉義康的力量貶黜殷景仁。劉義康雖然屢次向文帝中傷景仁，但文帝對景仁依舊信任。景仁感慨：「帶他進來，進來咬人了。」於是稱疾求退，惟宋文帝不許，更讓他留家養病。劉湛對文帝一直維護景仁更是憤恨，竟謀派人假裝盜賊行劫而刺殺景仁。文帝知道後將鄰近禁宮的晉鄱陽公主府改作護軍府，保護景仁，並一直與景仁秘密聯絡。
當時文帝多病，義康遂專掌內外，然而義康本身沒有避嫌，自以兄弟之親而無君臣之禮；劉湛與宗人劉斌、劉敬文、孔胤秀等人又謀以義康繼位，甚至在文帝病重時去尚書儀曹取晉時晉康帝以帝弟身份繼位的紀錄。劉湛與他們結為朋黨，排除異己，眾人更搜集甚至虛構景仁的是非報告劉湛。如此之事，文帝皆有所聞，故漸漸與劉義康疏遠起來，主相之間矛盾漸現。當日劉湛獲召入朝時，宋文帝對其禮遇甚高，因著他熟知舊事，又擅長談論治道，每次入見文帝時會到夜晚才走，隨行人物亦因而在送劉湛入雲龍門後就自由活動，直至晚上才接劉湛走，習以為常。直至主相生嫌時，文帝對劉湛的這些待遇仍舊沒變，但文帝心態卻大有不同，曾對近臣說：「劉班的初初西歸時，我和他說話，常常看看時間，怕他是時候走了。現在，我也常看時間，怕他還待著不走。」劉湛後轉丹陽尹，金紫光祿大夫，加散騎常侍，太子詹事。
元嘉十七年（440年），劉湛因生母去世而離職，然其時主相之間嫌隙已露，劉湛亦心知情勢不妙。宋文帝果然在當年十月下詔宣布劉湛罪狀，收其下廷尉，並被處死，享年四十九歲，其他黨羽亦被誅殺，劉義康亦被逼求外江州，結束主相之間的鬥爭。

## 性格特徵
- 劉湛每次生女兒都會將她們殺死，當時文人都感奇怪。

## 子女
- 劉黯，字長儒。劉湛長子，名字因劉湛仰慕汲黯而取。宋大將軍從事中郎。劉湛被誅時亦被殺。
- 劉琰，字季琰。劉湛次子，名字因劉湛仰慕崔琰而取。早卒。
- 劉亮，劉黯弟，與父兄同被誅。
- 劉儼，劉黯弟，與父兄同被誅。

## 延伸阅读
[在维基数据编辑]
 《宋書/卷69》，出自沈约《宋书》